# Seth MacFarlane
Seth Woodbury MacFarlane (Kent (Connecticut), 26 oktober 1973) is een Amerikaanse (stem)acteur, komiek, televisie- en filmregisseur, televisie- en filmproducent, scenarioschrijver, animator en zanger.

## Carrière
MacFarlane is de bedenker van de animatieseries Family Guy, American Dad!, The Cleveland Show en The Orville en maker van de films Ted, Ted 2 en A Million Ways to Die in the West. Hij heeft voor Family Guy twee Emmy Awards in de wacht gesleept: voor Outstanding Voice-over Performance (2000) en voor Outstanding Music and Lyrics (2002).
MacFarlane sprak in Family Guy de stemmen in van onder anderen Peter Griffin, Brian Griffin, Stewie Griffin, Glenn Quagmire en Tom Tucker.
In 2011 werd bekend dat hij een nieuwe versie van The Flintstones zou gaan produceren voor FOX. De eerste aflevering zou in de Verenigde Staten in 2013 worden uitgezonden, maar dit werd voor onbepaalde tijd uitgesteld.
MacFarlane verzorgde in 2013 de presentatie van de 85ste Oscaruitreiking.
In mei 2014 verscheen de film A Million Ways to Die in the West, met Seth MacFarlane in de hoofdrol. Het gelijknamige boek verscheen in de Nederlandse vertaling begin mei. In december 2015 trad hij op en was hij gastheer tijdens "Sinatra 100 — An All-Star GRAMMY Concert" in Las Vegas met meerdere songs van en voor Frank Sinatra (ter ere van diens 100e "verjaardag").
In 2019 kreeg MacFarlane een ster op de Hollywood Walk of Fame. In 2025 produceerde hij de bioscoopfilm The Naked Gun.

## Discografie

### Albums
| Jaar | Titel                      | Label                                             | Producent    |
| ---- | -------------------------- | ------------------------------------------------- | ------------ |
| 2011 | Music Is Better Than Words | Fuzzy Door Productions/Universal Republic Records | Joel McNeely |

## Filmografie

### Films
| Jaar | Film                                 | Rol                                                          | Bijzonderheden                                             |
| ---- | ------------------------------------ | ------------------------------------------------------------ | ---------------------------------------------------------- |
| 1995 | The Life of Larry                    | Larry Cummings Steve Lois Cummings Various characters        | Stem Studentenfilm                                         |
| 2006 | Life is Short                        | Dr. Ned                                                      | Korte film                                                 |
| 2008 | Hellboy II: The Golden Army          | Johann Kraus                                                 | Stem                                                       |
| 2009 | Futurama: Into the Wild Green Yonder | Mars Vegas Singer                                            | Stem Direct-naar-video                                     |
| 2010 | The Drawn Together Movie: The Movie! | I.S.R.A.E.L. (Intelligent Smart Robot Animation Eraser Lady) | Stem Direct-naar-video                                     |
| 2010 | Tooth Fairy                          | Ziggy                                                        |                                                            |
| 2012 | Ted                                  | Ted                                                          | Stem en motion capture, ook schrijver, regisseur, producer |
| 2013 | Movie 43                             | zichzelf                                                     |                                                            |
| 2014 | A Million Ways to Die in the West    | Albert                                                       |                                                            |
| 2015 | Ted 2                                | Ted                                                          | Stem en motion capture, ook schrijver, regisseur, producer |
| 2016 | Sing                                 | Mike                                                         | Stem                                                       |

### Televisie
| Jaar                 | Serie                                         | Rol                                                                                          | Bijzonderheden                                                            |
| -------------------- | --------------------------------------------- | -------------------------------------------------------------------------------------------- | ------------------------------------------------------------------------- |
| 1995                 | The Shnookums and Meat Funny Cartoon Show     | Rhode Island Bug                                                                             | Episode 2.3: "Bugging Out!"                                               |
| 1996                 | The Life of Larry and Larry & Steve           | Larry Steve Diverse rollen                                                                   |                                                                           |
| 1999–2003 2005–heden | Family Guy                                    | Peter Griffin Stewie Griffin Brian Griffin Glenn Quagmire Diverse andere rollen              | Tevens bedenker, uitvoerend producent en scenarioschrijver                |
| 2002–2003            | Gilmore Girls                                 | Zach Bob Merriam (Emily Gilmore's advocaat; aan de telefoon)                                 | Episode 2.21: "Lorelai's Graduation Day" Episode 3.11: "I Solemnly Swear" |
| 2003                 | Aqua Teen Hunger Force                        | Wayne the Brain                                                                              | Episode 2.10: "Super Trivia"                                              |
| 2003                 | The Pitts                                     | Radio voice                                                                                  | Episode 1.3: "Squarewolves"                                               |
| 2003–2005            | Crank Yankers                                 | Dick Rogers Arthur Johnson                                                                   | 4 afleveringen                                                            |
| 2004                 | Complete Savages                              | TV Announcer                                                                                 | Episode 1.4: "Nick Kicks Butt"                                            |
| 2004–2005            | Star Trek: Enterprise                         | Ensign Rivers                                                                                | Episodes 3.20: "The Forgotten" and 4.15: "Affliction"                     |
| 2005–2009            | Robot Chicken                                 | Diverse rollen                                                                               | 15 afleveringen                                                           |
| 2005–heden           | American Dad!                                 | Stan Smith Roger Diverse rollen                                                              | Tevens bedenker, uitvoerend producent en scenarioschrijver                |
| 2006                 | The War at Home                               | Hillary's Date                                                                               | Episode 2.5: "I Wash My Hands of You"                                     |
| 2007                 | Help Me Help You                              | Seth                                                                                         | Episode 1.13: "Moving On"                                                 |
| 2007                 | Robot Chicken: Star Wars                      | Emperor Palpatine                                                                            | TV film                                                                   |
| 2007                 | 59th Primetime Emmy Awards                    | Stewie Griffin Brian Griffin                                                                 | TV special                                                                |
| 2008                 | Robot Chicken: Star Wars Episode II           | Emperor Palpatine Diverse rollen                                                             | TV film                                                                   |
| 2008–2009            | Seth MacFarlane's Cavalcade of Cartoon Comedy | Diverse rollen                                                                               | 19 afleveringen                                                           |
| 2009                 | Bones                                         | Stewie Griffin                                                                               | Episode 4.25: "The Critic in the Cabernet"                                |
| 2009–2010            | FlashForward                                  | Agent Jake Curdy FBI Agent                                                                   | Episode 1.1: "No More Good Days" and 1.15: "Queen Sacrifice"; uncredited  |
| 2009–2013            | The Cleveland Show                            | Tim the Bear Diverse andere rollen                                                           | Tevens bedenker, uitvoerend producent en scenarioschrijver                |
| 2010                 | Phineas en Ferb                               | Jeff McGarland                                                                               | Episode 2.33: "Nerds of a Feather"                                        |
| 2010                 | Comedy Central Roast of David Hasselhoff      | Zichzelf                                                                                     | Roastmaster van The Roast of David Hasselhoff                             |
| 2010                 | BBC Breakfast                                 | Zichzelf                                                                                     | Gast                                                                      |
| 2010                 | Robot Chicken: Star Wars Episode III          | Emperor Palpatine                                                                            | TV film                                                                   |
| 2011                 | Comedy Central Roast of Donald J. Trump       | Zichzelf                                                                                     | Roastmaster van The Roast of Donald Trump                                 |
| 2011                 | Comedy Central Roast of Charlie Sheen         | Zichzelf                                                                                     | Roastmaster van The Roast of Charlie Sheen                                |
| 2011                 | Night of the Hurricane                        | Peter Griffin Stewie Griffin Brian Griffin Tom Tucker Stan Smith Roger Diverse andere rollen | Cross-over van Family Guy, American Dad! en The Cleveland Show            |
| 2017–heden           | The Orville                                   | Captain Ed Mercer                                                                            | Tevens bedenker, uitvoerend producent, regisseur en scenarioschrijver     |